# Henry Carton de Wiart
Pour les articles homonymes, voir Carton et Wiart.
Pour les autres membres de la famille, voir Famille Carton de Wiart.
Le comte Henry Carton de Wiart (Bruxelles, 31 janvier 1869 - Uccle, 6 mai 1951) est un écrivain et un homme d'État belge, membre du Parti catholique. Il s'est particulièrement intéressé à la protection de l'enfance.

## Biographie

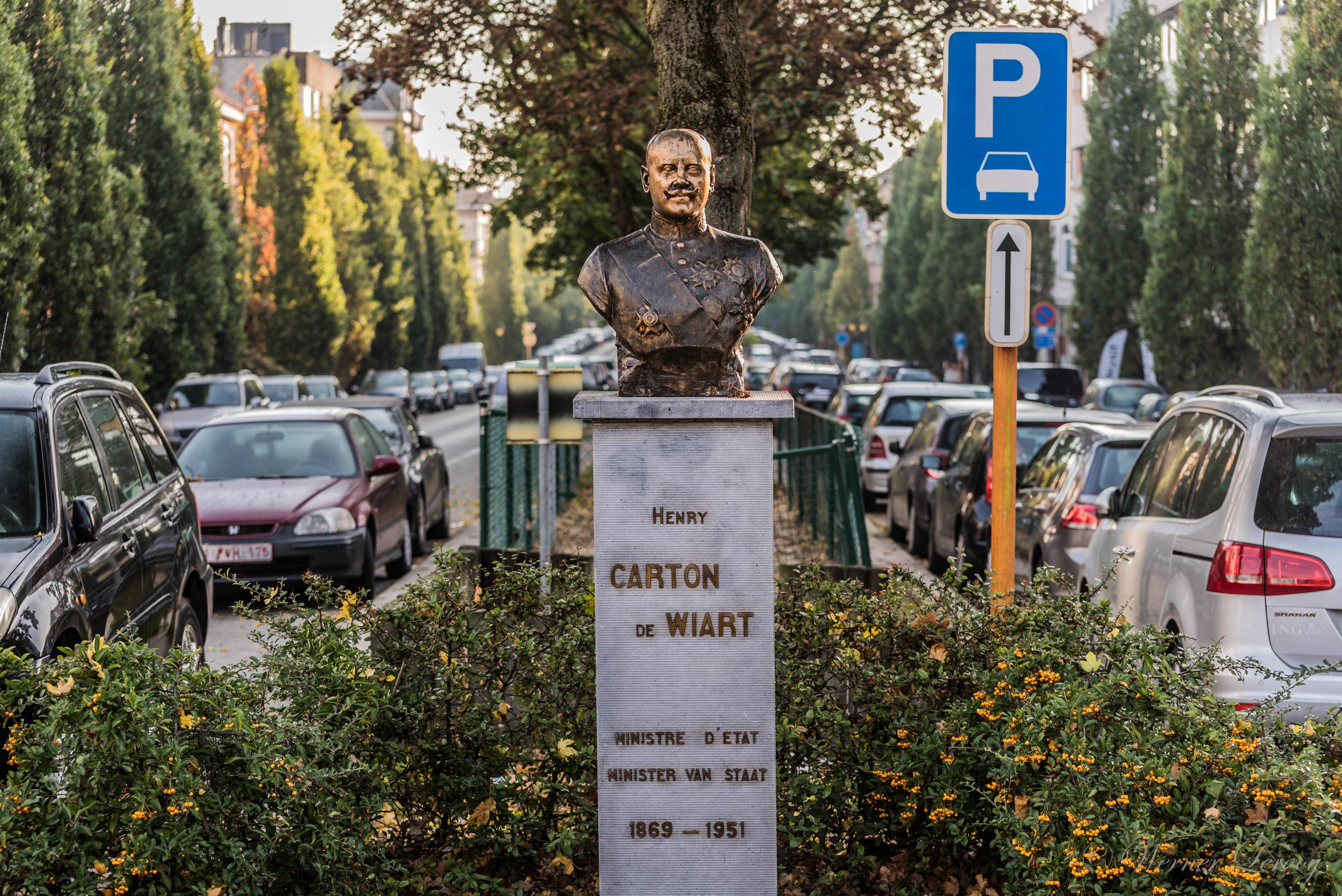
Buste d'Henry Carton de Wiart, sur l'avenue portant son nom à Jette.

Issu de la famille Carton de Wiart originaire du Hainaut, Henry Carton de Wiart naît à Bruxelles le 31 janvier 1869. Après des études secondaires chez les Jésuites au Collège Saint-Joseph d'Alost puis au Collège Saint-Michel rue des Ursulines à Bruxelles (actuel Collège Saint-Jean-Berchmans), il étudie le droit à l'Université Saint-Louis Bruxelles et ensuite à l'Université libre de Bruxelles.
Il s'inscrit au barreau de Bruxelles et devient avocat à la Cour d'appel de Bruxelles. Militant au sein du jeune Mouvement ouvrier chrétien, il lance L'Avenir social et La Justice sociale et devient un des leaders de la jeune droite.
Membre du Parti catholique, il est élu en 1896 député de Bruxelles à la Chambre des représentants. Il conserve ce mandat jusqu'à sa mort en 1951.
En 1907, jeune juriste, Albert-Édouard Janssen fait un stage auprès d'Henri Carton de Wiart, juriste catholique préoccupé de progrès social, et sera un financier soucieux du bien-être de tous.
En janvier 1910, il est envoyé en mission à Paris auprès du gouvernement français, pour annoncer la mort du roi Léopold II.
C'est sous son ministère qu'est adoptée la loi sur la protection de l'enfance. Déjà, le 10 août 1889, Jules Lejeune, alors ministre de la Justice, avait déposé un premier projet de loi relatif à la Protection de l'enfance , mettant en place les Sociétés protectrices des Enfants Martyrs. Ministre de la Justice du 17 juin 1911 au 31 mai 1918 dans le gouvernement de Charles de Broqueville, le nom d'Henry Carton de Wiart reste surtout attaché à l'importante loi du 15 mai 1912 sur la protection de l'enfance, qui crée les tribunaux pour enfants, chargés non plus de punir l'auteur d'une infraction mais de prononcer des « mesures de garde, d'éducation et de préservation pour les mineurs délinquants traduits en justice ». Le législateur remplace le système punitif par un système de protection de l'enfance. Cette loi veut donc protéger le mineur des dangers du milieu, mais aussi assurer la sûreté de la société.
Le discernement réel de l'enfant n'est plus mis en cause dans cette loi. Le principe de l'irresponsabilité pénale des mineurs délinquants est désormais acquis, la majorité pénale étant fixée à 16 ans. La loi institue la possibilité de prononcer la déchéance de l'autorité paternelle lorsque des parents manquent gravement à leurs obligations concernant leur enfant ,.
Il reçoit les félicitations personnelles du roi Albert Ier qui voit en cette nouvelle loi une réelle avancée sociétale.
À Gembloux, la Société Protectrice des Enfants Martyrs de Bruxelles (qui est appréciée par le roi et devient Société royale en 1919), crée l’école ménagère Henry Carton de Wiart (du nom de son protecteur) pour 40 jeunes filles et petits enfants victimes de maltraitance  et, à Ernage, l’école-ferme pensionnat Jules Lejeune pour 40 garçons.
D'autres veulent alors améliorer le sort des enfants : la loi du 19 mai 1914 décrétant l'instruction obligatoire rend obligatoire et gratuit l'enseignement primaire pour les enfants et adolescents âgés de 6 à 14 ans . Elle est accompagnée de la loi du 26 mai 1914 qui interdit le travail des enfants de moins de 14 ans.
En 1914, il est chargé de conduire aux États-Unis une mission extraordinaire du gouvernement dans le but de susciter la sympathie des autorités américaines pour la Belgique menacée.
Le 21 novembre 1918, le Roi le nomme ministre d'État, titre honorifique conféré à des personnalités politiques qui se sont montrées très méritantes dans la vie publique.

### 1920: Gouvernement d'union nationale
Après la Première Guerre mondiale, il succède à Léon Delacroix au poste de Premier ministre, qu'il occupe de 1920 à 1921. Ce gouvernement Carton de Wiart d'union nationale, au sein duquel il occupe également le poste de ministre de l'Intérieur, regroupe des membres des partis catholique, socialiste et libéral. Au cours de son année de gouvernement, ont lieu :
- la deuxième révision de la Constitution belge — qui, pour la première fois, donne une garantie constitutionnelle au bilinguisme du pays [10] ;
- et la création le 25 juillet 1921 de l'Union économique belgo-luxembourgeoise [11].

En 1922, le roi Albert le crée comte.
Il est également Ministre du Travail, des Affaires sociales et de l'Hygiène entre 1932 et 1934, dans le gouvernement de Charles de Broqueville. Entre 1928 et 1935, il est membre de la délégation belge auprès de la Société des Nations. De 1934 à 1947, il est président de l'Union interparlementaire.
En dehors du gouvernement, Carton de Wiart poursuit son engagement politique en tant que député, où il présente plusieurs projets de loi, notamment pour interdire la promotion de l'avortement et de la contraception, et la lutte contre l'abandon familial. Il s'est fermement opposé à l'avortement, qu'il considérait comme une atteinte à la vie, et a milité pour des politiques de soutien aux familles afin de prévenir ce qu'il percevait comme un affaiblissement des valeurs familiales. Il introduit également une législation visant à établir les allocations familiales, afin de soutenir les familles et encourager la natalité, tout en prônant des réformes sociales pour protéger les plus vulnérables,.
Lors de l'invasion de la Belgique par la Wehrmacht en mai 1940, Carton de Wiart suit le gouvernement belge jusqu'à Poitiers puis rentre en Belgique. Il est incarcéré un temps à la prison de Louvain par les autorités d'occupation allemande, puis rejoint le gouvernement belge en exil à Londres.
Au début hostile à la capitulation du roi Léopold III face à l'envahisseur allemand, Carton de Wiart est un fervent défenseur du roi après la guerre lors de la Question royale.
Après la Seconde Guerre mondiale, il occupe le poste de ministre sans portefeuille chargé de la Coordination économique et de la Reconstruction dans le premier gouvernement de Gaston Eyskens entre le 11 août 1949 et le 8 juin 1950.
Âgé de 81 ans, il occupe encore le poste de ministre de la Justice dans le gouvernement de transition de Jean Duvieusart, entre le 8 juin et le 15 août 1950.
Auteur de plusieurs romans historiques et ouvrages autobiographiques, cofondateur de la revue artistique et littéraire Durendal, il fait partie en 1920 des premiers membres de l'Académie royale de langue et de littérature françaises de Belgique et le reste pendant 31 ans jusqu'à sa mort le 6 mai 1951.
Il a notamment écrit le roman de chevalerie La Cité ardente (1905), qui est un succès populaire et donne à la ville de Liège un nouveau surnom, encore d'usage général aujourd'hui. Il fonde avec le chanoine Bondroit et Mallinger « la société d'Art à l'école et au foyer ».
Son action se prolonge aujourd'hui encore à travers l'ASBL Juliette et Henry Carton de Wiart.

### Famille[14]

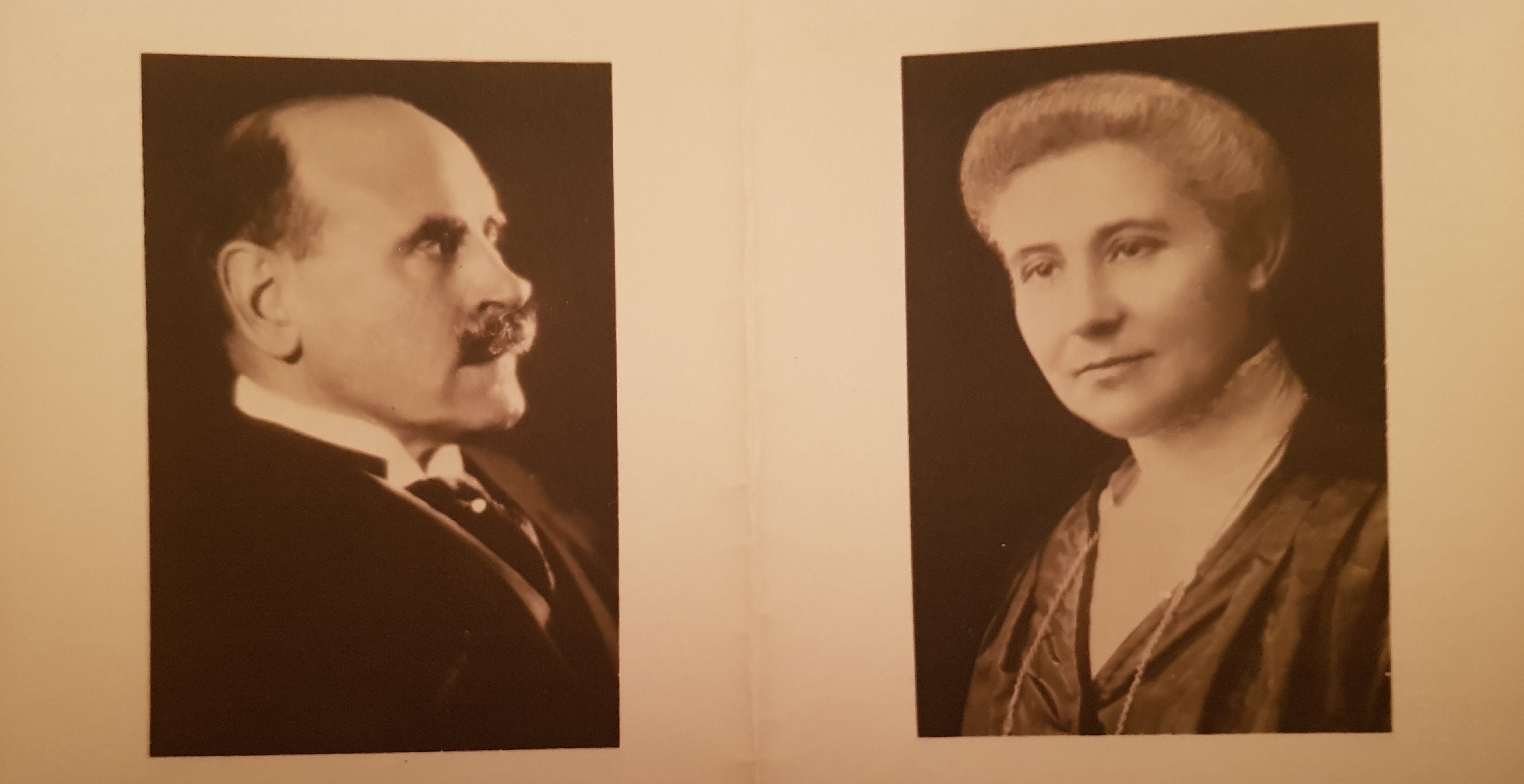
Henry Carton de Wiart et Juliette Verhaegen

Le 21 avril 1897, Henry Carton de Wiart épouse Juliette Verhaegen, née à Bruxelles le 30 décembre 1872 et décédée à Saint-Gilles le 15 novembre 1955, oblate de Saint-Benoît, prisonnière politique 1914-18, commandeur de l'Ordre de Léopold II, officier de l'Ordre de Léopold avec rayure d'or. Ils ont eu six enfants : Ghislaine, François-Xavier, Georgette, Hubert, Gudule et Geneviève. Juliette Verhaegen consacre sa vie à la protection des enfants et s'implique dans les dossiers de son mari portant sur ce sujet.
Le fils aîné Xavier Carton de Wiart (1899-1955) est volontaire de guerre pendant la Première Guerre avant de faire des études de droit et de devenir avocat, aux côtés de son père. On trouve de nombreux documents relatifs à son éducation et à sa formation, à son engagement patriotique et politique, à sa vie de famille, auxquels viennent s’ajouter les dossiers relatifs à ses activités littéraires. Xavier fut conseiller communal de Bruxelles-Ville de 1939 à sa mort .
Comme son frère Xavier, Hubert Carton de Wiart (Saint-Gilles le 21 octobre 1901 - mort le 30 mai 1963) est docteur en droit (en 1926) et licencié en sciences politiques. Il fit une carrière diplomatique, envoyé extraordinaire puis ministre plénipotentiaire, notamment en Chine, au Brésil, à Paris (pendant la Seconde Guerre mondiale notamment) ou en Italie. Aventurier, il fait le voyage en automobile en 1932 entre la Chine et Hastière, en la seule compagnie d'Alphonse Lepage. En 1936, il accomplit une autre expédition de 12.000 km, en automobile, d'un bout à l'autre de l'Amérique du Sud. Ecrivain à ses heures, il coucha sur papier le récit de ses deux voyages. Il fut l'époux de Marie-Noëlle Lambert ,.
Son frère René Carton de Wiart, officier au régiment des guides, est lieutenant-colonel au service du Sirdar Kitchener au Soudan et reçut le titre de Bey.
Son frère Maurice Carton de Wiart, fut vicaire général du cardinal Francis Bourne, archevêque de Westminster.
Son jeune frère Edmond Carton de Wiart, docteur en droit et en sciences politiques de l'Université de Louvain à 21 ans, lauréat d'un concours interuniversitaire, Edmond Carton compléta sa formation en fréquentant les Universités de Paris, Université d'Oxford, de Berlin et de Rome. Il est ensuite nommé professeur extraordinaire à l'Université de Louvain où il fut chargé du cours de finances publiques. Il fut aussi collaborateur et secrétaire d'Auguste Beernaert, avocat, ancien Premier ministre, devenu président de la Chambre. Il entame enfin une carrière dans le monde des affaires étant nommé secrétaire de la Caisse générale de Reports et de Dépôts. Il devient à 26 ans (1901) secrétaire du roi Léopold II jusqu'à la mort du roi en 1909 . Au début du règne du roi Baudouin, par arrêté du Prince royal du 26 juin 1951, le baron Carton de Wiart est nommé grand maréchal de la Cour.
Maxime Carton de Wiart (1875-1944), curé de Notre Dame de l'abbaye de la Cambre et Saint-Philippe de Néri, nommé en 1921, aumônier au 1er régiment des guides (1914-1918), est l’un des grands artisans de la restauration de l’abbaye de la Cambre durant l’entre-deux-guerres.
Adrian Carton de Wiart, Belge devenu général britannique, vrai héros de roman, est son cousin.
Son cousin Étienne Carton de Wiart est évêque de Tournai en 1945. Il est le grand-père maternel de l'homme politique Paul-Henry Gendebien.
Un autre de ses cousins, officier du régiment des guides, fut le colonel-baron François Carton de Wiart (1908-1976). Il avait épousé en 1935 Françoise, fille du comte André de Meeûs d'Argenteuil.

## Hommages
- Ministre d'État en 1918 ;
- Il est fait comte en 1921 en reconnaissance de ses mérites ;
- Une avenue à Jette et un boulevard à Liège ont été baptisés « Carton de Wiart ».
- Un monument à sa mémoire où trône son buste en bronze, réplique de son buste en marbre à la Chambre des représentants dû au sculpteur Jules Lagae, a été érigé en 1988 à Jette dans l'avenue qui porte son nom.

## Distinctions[14]
- Oblat de Saint-Benoît
- Grand cordon de l'ordre de Léopold (Belgique)
- Grand-croix de l'ordre de la Couronne (Belgique)
- Grand-croix de la Légion d'honneur en 1921 (France).

## Œuvres
- LA BELGIQUE, 1928 par le cte Henri Carton de Wiart, illustrations de JOBContes hétéroclites, [(Gand)], Siffer, 1892.

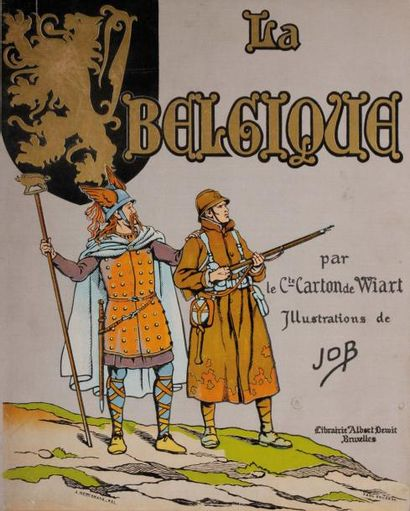
LA BELGIQUE, 1928 par le cte Henri Carton de Wiart, illustrations de JOB

- Nouveaux Contes Hétéroclites, [(Bruxelles)] : [(Durendal)], Paris : Lethielleux, 1947
- La Cité ardente, Paris : Perrin, 1905.
- Manuel d'études sociales et politiques, 1906
- Les Vertus bourgeoises, 1910,
- Le Bon combat, 1913,
- Le roi Albert chef d'État
- La Belgique en Terre d'asile
- La Belgique, boulevard du droit
- La Politique de l'honneur, 1917,
- Mes vacances au Congo, Ill. par Nestor Cambier. Bruges-Paris : Desclée de Brouwer et C°, s.d. [1922], 212 p. ; réédition : Mes vacances au Congo, Bruxelles : F. Piette, 1923, 144 p. ; ouvrage traduit en néerlandais : Op Reis door Congo. Naar het Fransch van Graaf Carton de Wiart, door Leo Van Molle. Tweede herziene druk. Antwerpen : I. Opdebeek uitgever, 1931, 120 p.
- Le Droit à la joie, 1922, Parmi les idées et les lettres. Parmi les paysages
- Le Congo d’aujourd’hui et de demain, Bruxelles : La lecture au foyer, 1924.
- A propos du rôle de la Garde bourgeoise  dans les événements de 1830, mars 1927
- Questions coloniales : discours, 10 juin, 23 juillet 1924. Bruxelles : Moniteur belge, 1924, 64 p.
- La Candidature de Philippe d'Orléans à la souveraineté des Provinces Belgiques en 1789 et 1790, d'après des documents inédits,
- LA BELGIQUE, Comte Henri Carton de Wiart, illustrations de JOB, Albert Dewit Editions, Bruxelles, 1928, 186p.
- Beernaert et son temps
- Les Cariatides
- Terres de débat - Prix Jules-Davaine de l’Académie française en 1943
- Souvenirs politiques
- Mes vacances au Brésil[23], illustré de dessins au trait de Nestor Cambier, Bruges-Paris, Desclée de Brouwer, 1928.

## Le jugement deMarcel Thiry
Dans La Wallonie, le Pays et les Hommes, le grand poète wallon fait une place à part à cet ancien Premier ministre :

« Il faut faire la place qui lui est due  à ce livre paru en 1910 ; dont le titre devait connaître une si curieuse fortune, La Cité ardente d'Henry Carton de Wiart. L'entreprise était périlleuse de mettre en roman chevaleresque l'épopée liégeoise des Six cents Franchimontois, dans un style qui ne craint pas de se harnacher à l'ancienne, à grand renfort d'archaïsme et d'héraldique. L'événement n'est pas seulement littéraire: un jeune chef de la droite majoritaire au parlement belge vient apporter sa pierre — peut-être en partie inconsciemment — à l'édifice de la nouvelle conscience wallonne. Car le livre eut un succès populaire. Et si la Wallonie doit à Albert Mockel d'avoir appris son nom et de l'avoir vu diffuser dans le monde, Liège doit à Henry Carton de Wiart le surnom dont elle sera saluée dans toute la France quatre ans plus tard, quand ses collines seront embrasées de combats. »

— Tome II, Arts et Lettres, La Renaissance du livre, Bruxelles, 1978, p. 422-423

## Sources
- A.-M. Pagnoul, Inventaire des papiers Carton de Wiart,  série Inventaires Archives générales du Royaume n°223, publication n°541, Archives générales du Royaume, Bruxelles, 1985.
- Marie-Laurence Dubois et Annette Henrick, Inventaire des archives de la famille Carton de Wiart. 2e versement. 16e siècle-2004 (principalement 1890-1959), série Inventaires Archives générales du Royaume 632, publ. 5786, Archives générales du Royaume, Bruxelles, 2017, 92 p.
- Hubert Carton de Wiart Sur la crête des Andes en automobile. 12000 kms à travers l'Amérique du Sud, de Buenos-Ayres à Caracas, sur son expédition en Amérique Latine, alors qu'il est premier secrétaire d'Ambassade à Paris, Paris, 1938, 213 pages (voyage réalisé en 1936, avec une préface de Paul van Zeeland) [20].